# Langford Budville
Langford Budville est une paroisse civile et un village du Somerset, en Angleterre.